# Fort MacKay/Horizon Airport
Fort MacKay/Horizon Airport är en flygplats i Kanada.   Den ligger i provinsen Alberta, i den centrala delen av landet, 2 800 km väster om huvudstaden Ottawa. Fort MacKay/Horizon Airport ligger 281 meter över havet.
Terrängen runt Fort MacKay/Horizon Airport är platt, och sluttar österut. Trakten runt Fort MacKay/Horizon Airport är nära nog obefolkad, med mindre än två invånare per kvadratkilometer.. 
I omgivningarna runt Fort MacKay/Horizon Airport växer i huvudsak barrskog.